# یواس‌اس گراهام (دی‌دی-۱۹۲)
یواس‌اس گراهام (دی‌دی-۱۹۲) (به انگلیسی: USS Graham (DD-192)) یک کشتی بود که طول آن ۳۱۰ فوت (۹۴ متر) بود. این کشتی در سال ۱۹۱۹ ساخته شد.